# Andora
Kneževina Andora (kat. Principat d'Andorra, fr. Principauté d'Andorre, šp. Principado de Andorra) je mala europska država u Pirenejima između Francuske na sjeveru i Španjolske na jugu. Jedna je od katalonskih zemalja i jedina s potpunom neovisnošću. Glavni grad je Andorra la Vella.
Danas njezino gospodarstvo buja zahvaljajući turizmu i statusu poreznog raja. Budući da ova država nema svoju vlastitu vojsku, njena obrana dužnost je Francuske i Španjolske.

## Povijest
Prema legendi iz 11. stoljeća, Karlo Veliki je dao povelju Andorcima zbog njihovih zasluga u borbama protiv Maura. Vlast nad područjem ustupljena je mjesnom grofu od Urgella, pa biskupu urgellskom. Zbog teritorijalnog sukoba s francuskim susjedima, 1278. godine je potpisan dogovor o zajedničkom upravljanju biskupa zajedno s obitelji Caboet čija su prava nasljedstvom prešla najprije obitelji Castelbon (Castellbó) pa grofovima od Foixa. Tako je Andora dobila dvojnu političku upravu s dvojicom sukneževa, crkvenim i svjetovnim.
Tijekom godina ovaj naslov su dobili kraljevi Navarre, te je Henrik IV., 1607. godine, izdao edikt po kojem su čelnik francuske države i biskup Urgella sukneževi Andore.
U razdoblju od 1812. do 1814. godine, Prvo Francusko Carstvo anektiralo je Kataloniju i podijelilo ju u četiri departmana (Segre, Ter, Montserrat i Boques de l'Ebre). Andora je također pripojena, te je činila dio distrikta Puigcerdà (departman Segre).
Između 8. kolovoza i 9. listopada 1933. godine, Francuska je okupirala Andoru zbog društvenih nemira prije izbora. Dne 12. srpnja 1934. godine, ruski avanturist Boris Skosirev se proglasio knezom Andore u Urgellu, te je objavio rat urgelskom biskupu. Dne 20. srpnja uhitile su ga španjolske vlasti te zauvijek prognale iz Španjolske.
Od 1936. do 1940. godine, francuski vojni odred bio je prisutan u Andori, kako bi spriječio utjecaje Španjolskog građanskog rata i Franca. Francove snage su u kasnijem razdoblju rata došle do andorske granice (u lipnju 1940. godine, francusku vojsku su porazile snage Trećeg Reicha).
Godine 1958. Andora je potpisala mirovni ugovor s Njemačkom, jer je zbog neratificiranja Versajskog ugovora službeno ostala u ratu s tom zemljom od Prvoga svjetskog rata. Tijekom Drugoga svjetskog rata, Andora je ostala neutralna te je bila na važnom krijumčarskom putu između Višijske Francuske i Španjolske.
Budući da je zemlja relativno izolirana, kroz povijest imala je malo veza s drugim zemljama, osim Francuske i Španjolske. U zadnje vrijeme, razvoj turizma, te prometa i komunikacija, izvlači zemlju iz izolacije. Godine 1993. andorski politički sustav je temeljito moderniziran te je te godine zemlja postala članica UN-a.

## Politika
Andora je po ustroju parlamentarna kneževina, čiji su sukneževi francuski predsjednik i biskup Urgella iz Španjolske. Premijer Andore je šef vlade, koja ima izvršnu vlast. Zakonodavna vlast je u rukama i parlamenta i vlade. Sudstvo je neovisno o ovim granama vlasti. Moderni andorski ustav usvojen je referendumom 14. ožujka 1993.

## Zemljopis
Andora je planinska država smještena u istočnim Pirenejima, prosječna je visina države 1997 m, a njena najviša točka je Coma Pedrosa s 2946 m. Između planina smještene su tri uske doline, koje čine oblik slova Y i spajaju se u rijeku Valiru koja teče prema španjolskoj Kataloniji. Ovdje se nalazi i najniža točka Andore, 870 m.
Andorska klima je slična umjerenoj klimi svojih susjeda, ali zbog velike visine područja, ovdje ima prosječno više snijega zimi, te su temperature niže ljeti.
Zemlja ima ukupno 120,3 km granice, od toga 56,6 km s Francuskom i 63,7 km sa Španjolskom.
Cesta prema Francuskoj prolazi kroz Le Port d'Envalira (2409 m), te je najviša cesta na Pirenejima i najviša europska cesta otvorena cijele godine. Dana 29. rujna 2002. godine, ovdje je otvoren tunel.

## Upravna podjela
| Karta andorskih župa | Andora se dijeli u sedam župa (Parròquies): - Canillo, najraširenija župa - Encamp, selo u središtu zemlje - Ordino, najsjevernija župa - La Massana - Andorra la Vella, glavni grad i najnaseljenija župa - Sant Julià de Lòria, najjužnija župa (španjolska granica) - Escaldes-Engordany, najmlađa župa (1978.) |

## Gospodarstvo
Turizam je glavna andorska gospodarska aktivnost koja nosi oko 80 % ukupnog BDP-a. Godišnje državu posjeti oko 9 milijuna turista, koji su privučeni bogatom zimskom i ljetnom ponudom, te bezporeznim proizvodima.
Bankarski sektor, sa statusom poreznog raja, također značajno pridonosi ukupnom gospodarstvu. Poljoprivreda je prilično ograničena, jer je samo 2 % zemljišta države obradivo hrana se većinom uvozi. Glavna stočarska aktivnost je ovčarstvo. Proizvode se većinom cigarete, cigare i pokućanstvo.
Andora nije punopravni član Europske unije, ali s njom ima posebne odnose, te se tretira kao njena članica u proizvodnji dobara, ali se tako ne tretira u poljoprivrednoj proizvodnji. Budući da Andora nema vlastitu valutu, koristi valutu susjednih zemalja. Do 1999. godine u upotrebi su bili francuski franak i španjolska peseta, koji su zamijenjeni eurom. Za razliku od drugih malih europskih država, Andora nema vlastite kovanice, te su u fazi pregovori s EU o proizvodnji andorskih kovanica. Andorski prirodni resursi su: hidroenergija, mineralna voda, drvo, željezna ruda i olovo.
Andora izdaje svoje poštanske marke, a poštansku službu na njezinom teritoriju obavljaju poštanske uprave susjednih zemalja: Francuske i Španjolske.

## Stanovništvo
Andorci su manjina u svojoj zemlji i čine oko 33 % stanovništva. Najveće ostale etničke skupine su: Španjolci (43 %), Portugalci (11 %) i Francuzi (7 %). Ostalih 6 % stanovništva su drugih, raznih narodnosti.
Najraširenija religija je katoličanstvo. Oko 50 % škola su francuske, a 50 % andorske i španjolske, dok svima upravljaju andorske vlasti. U državi postoje dvije srednje škole i jedan fakultet.

## Kultura
Iako je jedini službeni jezik katalonski, vrlo često se koriste španjolski, francuski i portugalski jezik.
Andora ima vrlo bogati folklor i mnoštvo narodnih priča, čiji korijeni sežu i iz Andaluzije i Nizozemske. Andora je vrlo važna u katalonskoj kulturi, jer su izvorni Andorci, Katalonci, te predstavlja važno katalonsko kulturno središte.
Poznati katalonski pisci Michèle Gazier i Ramon Villeró su Andorci.
Andorski izvorni folklorni plesovi su contrapàs i marratxa, koji su se najviše održali u Sant Julià de Lòriji. Andorska glazba je utjecana glazbom susjednih zemalja, ali je u osnovi katalonska, što se vidi uz paralelno izvođenje plesova kao sardana. Drugi andorski folklorni plesovi su ples Svete Ane u Escaldes-Engordanyu i contrapàs u Andorra la Velli.
| nadnevak               | ime                                                     | napomene        |
| ---------------------- | ------------------------------------------------------- | --------------- |
| 7. siječnja            | Sant Julià de Lòria                                     |                 |
| 17. siječnja           | Sveti Ante (iz La Massane)                              |                 |
| 14. ožujka             | Dan Ustava                                              | državni praznik |
| 8. svibnja             | slavlje Sant Miquel d'Engolastersa (Escaldes-Engordany) |                 |
| 27. svibnja            | slavlje Canòlicha (Sant Julià de Lòria)                 |                 |
| 18. lipnja             | slavlje župe Escaldes-Engordany                         |                 |
| 29. lipnja             | Sveti Petar (u Ordinu i u Pas de la Casu)               |                 |
| 3. i 4. srpnja         | dan ružičnjaka Ordina                                   |                 |
| 15. 16. i 17. srpnja   | općinsko slavlje u Canilli                              |                 |
| Od 24. do 27. srpnja   | općinsko slavlje u Escaldes-Engordanyu                  |                 |
| Zadnji vikend srpnja   | općinsko slavlje u Sant Julià de Lòriji                 |                 |
| 5., 6. i 7. kolovoza   | općinsko slavlje u Andorra la Velli                     |                 |
| Od 14. do 17. kolovoza | općinsko slavlje u Encampu i u La Massani               |                 |
| 8. rujan               | Praznik djevice iz Meritxella                           | državni praznik |
| 16. rujan              | općinsko slavlje u Ordinu                               |                 |

### Mediji
- Dnevne novine:

- Diari D'Andorra
- El Periòdic

- Radio:

- Radió Nacional d'Andorra (RNA) - državna radio postaja
- Radio Valira - komercijalna postaja

- Televizija:

- Andorra Televisió (ATV)

## Vanjske poveznice
- Službena stranica vlade
- Stranica Skupštine
- Andorski ustav
- Andorra. britannica.com (engleski). Pristupljeno 12. prosinca 2022.

| Portal:Europa | Portal:Europa |

### Ostali projekti
|  | Zajednički poslužitelj ima stranicu o temi Andora |
|  | Zajednički poslužitelj sadrži atlas Andore        |